# ملعب سبوتلاند
ملعب سبوتلاند (بالإنجليزية: Spotland Stadium)‏ هو ملعب كرة قدم في بإنجلترا. اُفتُتح عام 1920 ، يتسع الملعب إلى 10,249 متفرج.